# Foxhound
De Foxhound is een hondenras dat afkomstig is uit Engeland. Het ras wordt ook wel English foxhound genoemd ter onderscheiding van de verwante American foxhound. Het is een speurhond die vooral gebruikt wordt voor de vossenjacht. Een volwassen dier is ongeveer 61 centimeter hoog.
Alpenländische dachsbracke ·
American foxhound ·
Anglo-Français de petit vénerie ·
Ariégeois ·
Basset artésien normand ·
Basset bleu de Gascogne ·
Basset fauve de Bretagne ·
Basset hound ·
Beagle ·
Beagle-harrier ·
Beierse bergzweethond ·
Billy ·
Black and tan coonhound ·
Bloedhond ·
Bosanski ostrodlaki gonic barak ·
Brandlbracke ·
Briquet griffon vendéen ·
Chien d'Artois ·
Crnogorski planinski gonic ·
Dalmatiër ·
Drever ·
Duitse brak ·
Dunker ·
Eesti hagijas ·
Erdélyi kopó ·
Finse brak ·
Foxhound ·
Français blanc et noir ·
Français blanc et orange · 
Français tricolore ·
Gończy Polski ·
Grand anglo-français blanc et noir ·
Grand anglo-français blanc et orange ·
Grand anglo-français tricolore · 
Grand basset griffon vendéen ·
Grand bleu de Gascogne ·
Grand Gascon saintongeois ·
Grand griffon vendéen ·
Griffon bleu de Gascogne ·
Griffon fauve de Bretagne ·
Griffon nivernais ·
Haldenstøvare ·
Hamiltonstövare ·
Hannoveraanse zweethond ·
Harrier ·
Hellinikos ichnilatis ·
Hygenhund ·
Istarski kratkodlaki gonic ·
Istarski ostrodlaki gonic ·
Ogar polski ·
Otterhound ·
Petit basset griffon vendéen ·
Petit bleu de Gascogne ·
Petit Gascon saintongeois ·
Poitevin ·
Porcelaine ·
Posavski gonic ·
Pronkrug ·
Sabueso español ·
Schillerstövare ·
Schweizer Laufhund ·
Schweizerischer Niederlaufhund ·
Segugio italiano (korthaar) ·
Segugio italiano (ruwhaar) ·
Segugio maremmano ·
Slovensky kopov ·
Smalandstövare ·
Srpski gonic ·
Srpski trobojni gonic ·
Steirische rauhhaarbracke ·
Tiroler brak ·
Westfaalse dasbrak